# Iglesia de Santa María Estrella del Mar (Melbourne)
La Iglesia de Santa María Estrella del Mar o Iglesia de Nuestra Señora Estrella del Mar (en inglés: St Mary Star of the Sea Church) es una de las iglesias más bellas e históricamente significativas en Melbourne, Australia. La primera piedra de Santa María fue colocada en 1882 y el edificio fue terminado en 1900. Desde 2002 se la ha realizado una restauración aún en curso para restaurar la iglesia a su esplendor original. Construida con capacidad para más de 1.200 personas, se ha descrito como la parroquia más grande en Melbourne, en Victoria, o incluso en Australia.
se pusieron los cimientos de la iglesia actual en junio de 1892. El 18 de febrero de 1900, el cardenal Moran la abrió y bendijo con gran fanfarria ante una asamblea católica de 1.400 fieles.